# Maurice Prendergast
Maurice Brazil Prendergast (St. John's, 10 oktober 1858 – New York, 1 februari 1924) was een Amerikaans postimpressionistische kunstenaar die werkte met olieverf, aquarel en monotype. Formeel was hij lid van De Acht, maar de fijnheid van zijn composities en mozaïek-achtige karakter van zijn ontwerpen hadden weinig gemeen met de filosofie van deze groep.

## Levensloop

### Jeugd
Maurice Prendergast en zijn tweelingzus Lucy werden geboren in St. John's, de hoofdstad van de Kolonie Newfoundland. Na het mislukken van zijn vaders subarctische handelspost aldaar, verhuisde het gezin naar Boston in de Verenigde Staten. Daar ging de jonge Prendergast in de leer bij een commercieel kunstenaar. Hij gebruikte in het begin felle kleuren, terwijl zijn volwassen werk gekenmerkt wordt door een meer gematigd palet met vlakke motieven.

### Interpersoonlijke relaties
Prendergast was erg verlegen en bleef zijn leven lang vrijgezel. Hij was erg gehecht aan zijn broer Charles, die kunstenaar was en een succesvol lijstenmaker. Prendergast studeerde gedurende drie jaar in Parijs aan de Académie Colarossi en de Académie Julian.
Tijdens een vroeg verblijf in Parijs, ontmoette hij de Canadese schilder James Morrice, die hem voorstelde aan de Engelse avant-gardekunstenaars Walter Sickert en Aubrey Beardsley, beiden vurige bewonderaars van James McNeill Whistler. Zij beïnvloedden zijn toekomstige schilderstijl.
Hij was lid van De Acht, de 20e-eeuwse groep van Amerikaanse schilders met als leider Robert Henri, waartoe verder Shinn Everett, John Sloan, Arthur B. Davies, Ernest Lawson, George Luks en William Glackens behoorden.

## Stijl
Een nadere kennismaking met Vuillard en Bonnard plaatste hem stevig in het postimpressionistische kamp. Hij ontwikkelde een zeer persoonlijke stijl, met gedurfde contrasterende, juweelachtige kleuren en vlakke, patroonachtige vormen, ritmisch geordend op het doek. Vormen werden drastisch vereenvoudigd en gepresenteerd in vlakken met heldere kleuren. Zijn schilderijen zijn treffend beschreven als wandkleedachtig of lijkend op mozaïeken. Op een reis naar Venetië in 1898 maakte hij kennis met het werk van Vittore Carpaccio, wat hem aanmoedigde tot nog meer complexe en ritmische arrangementen. Hij werd ook een van de eerste Amerikanen die het werk van Cézanne omarmde en zijn expressieve gebruik van vorm en kleur leerde te begrijpen en te gebruiken.
Prendergast schilderde meestal mensen in hun vrije tijd. In de Armory Show in 1913 toonde hij met zeven werken zijn stilistische volwassenheid. Hoewel hij voornamelijk aquarellen vervaardigde, ging hij later in zijn loopbaan ook met olie aan de gang. Hij produceerde ook een groot aantal monotypes tussen 1891 en 1902.

## Galerij

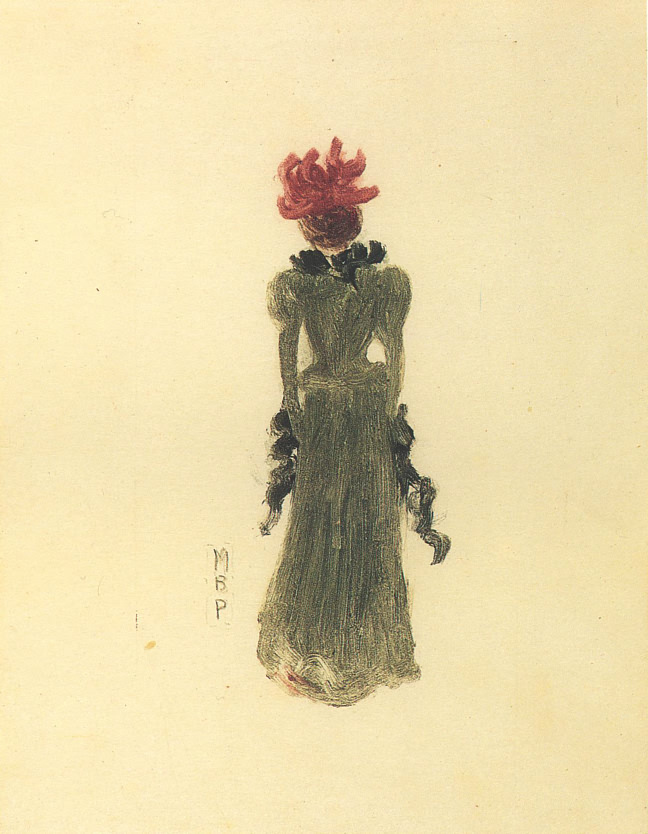
Green Dress (1891-1894)
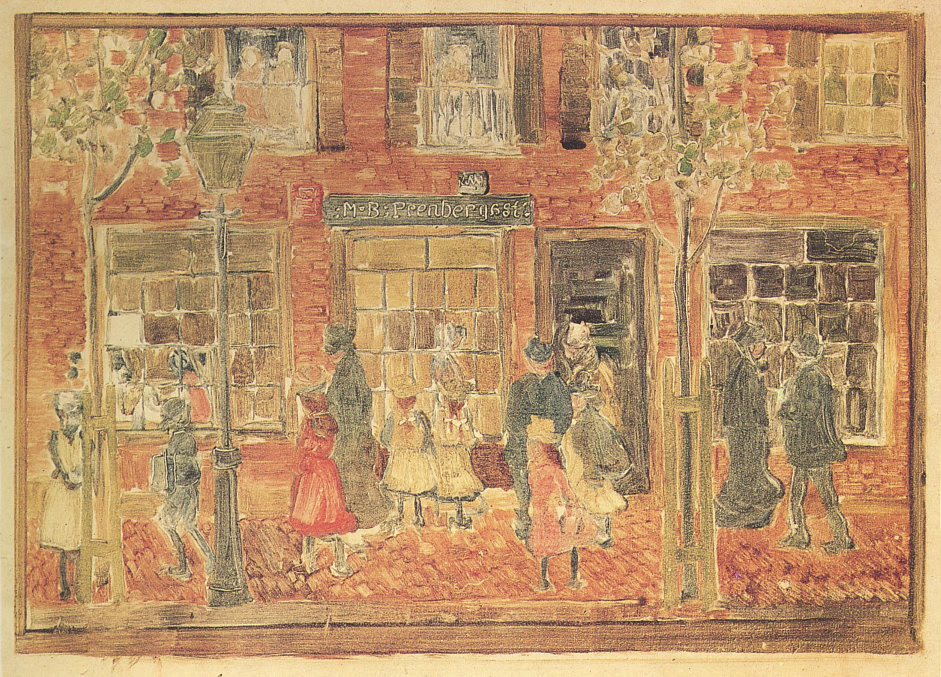
Street Scene (1891-1894)
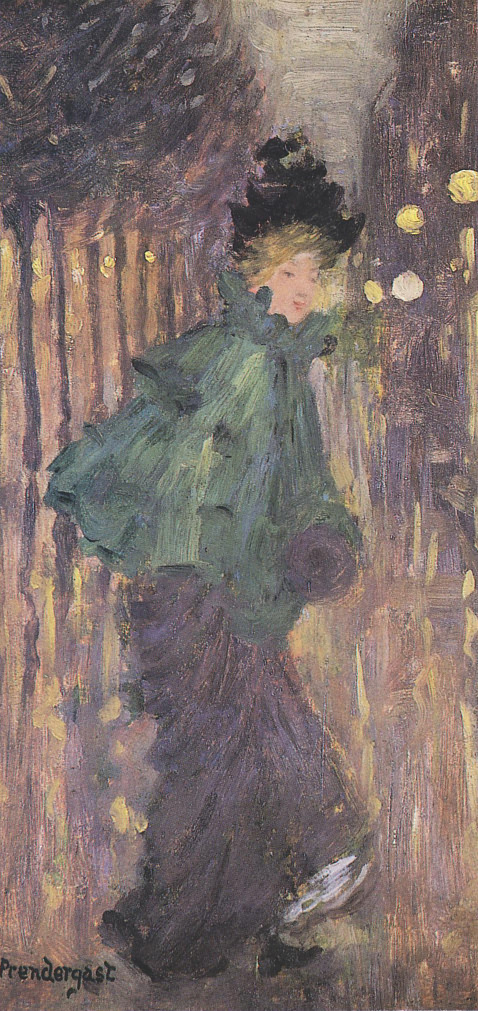
Lady on the Boulevard/The Green Cape (1892)
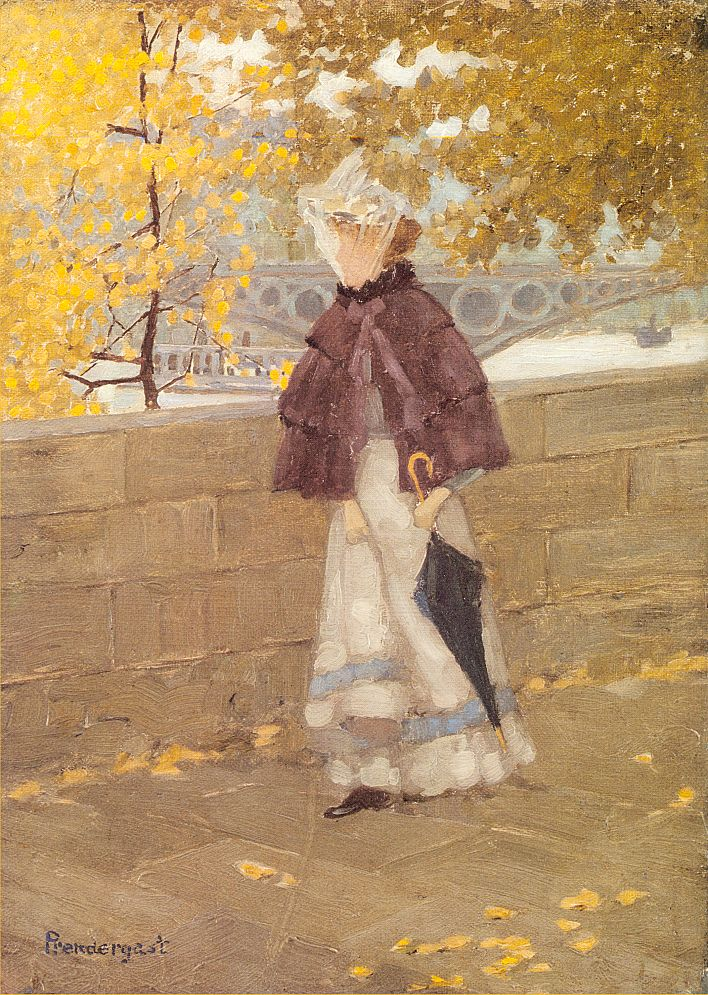
Along the Seine (1892-94)
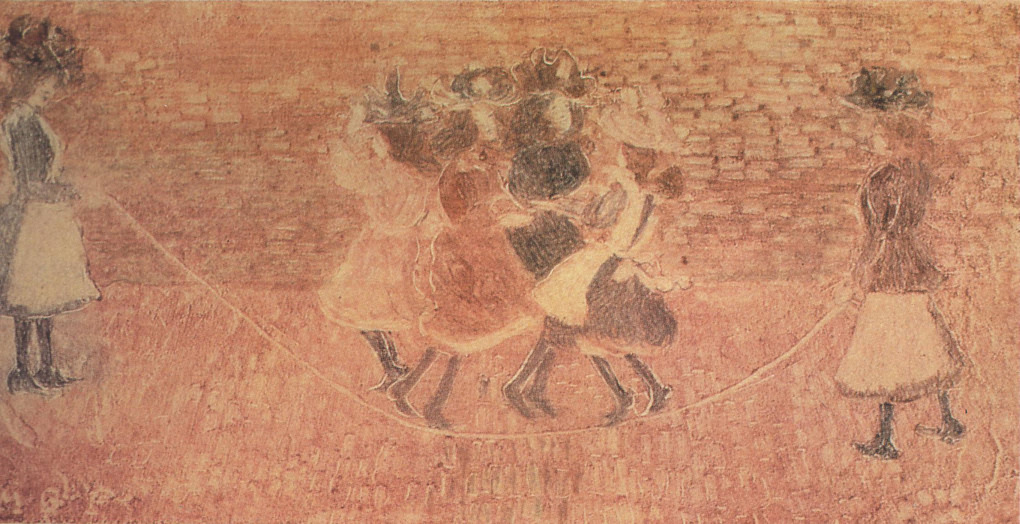
Skipping Rope (1892-1895)
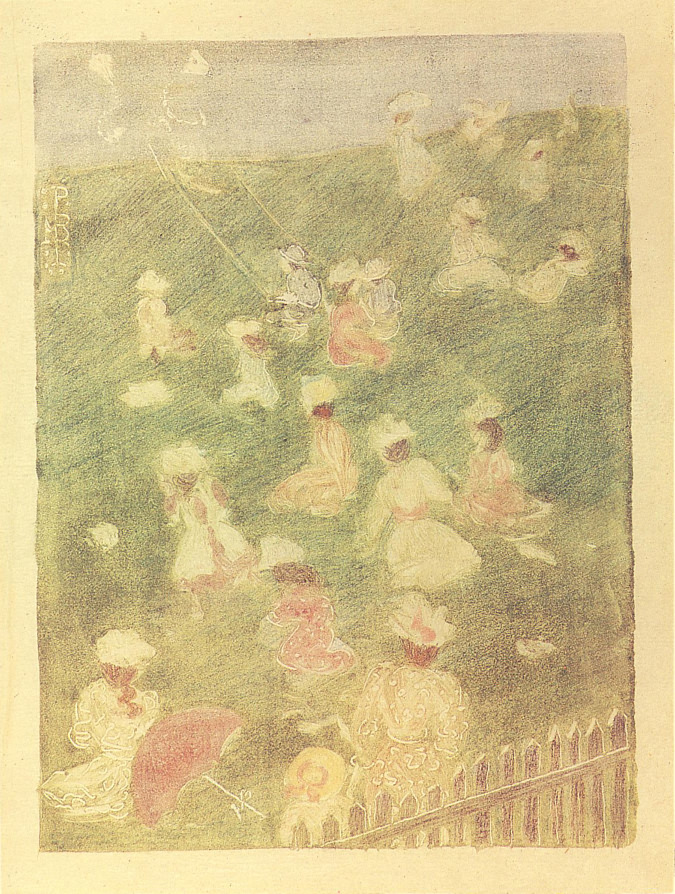
Children at Play (1895)
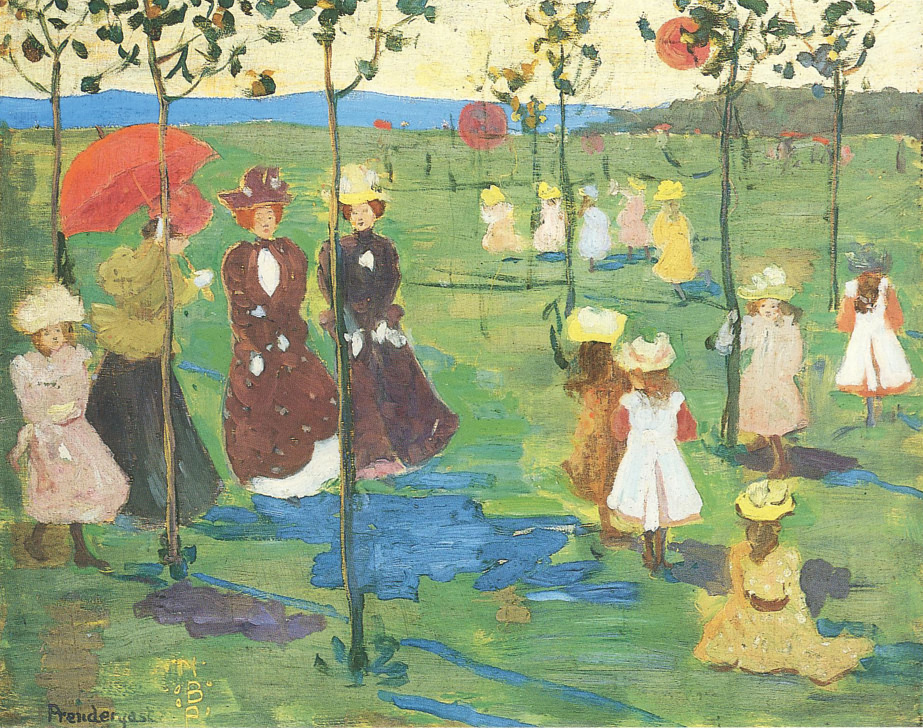
Franklin Park Boston (1895)
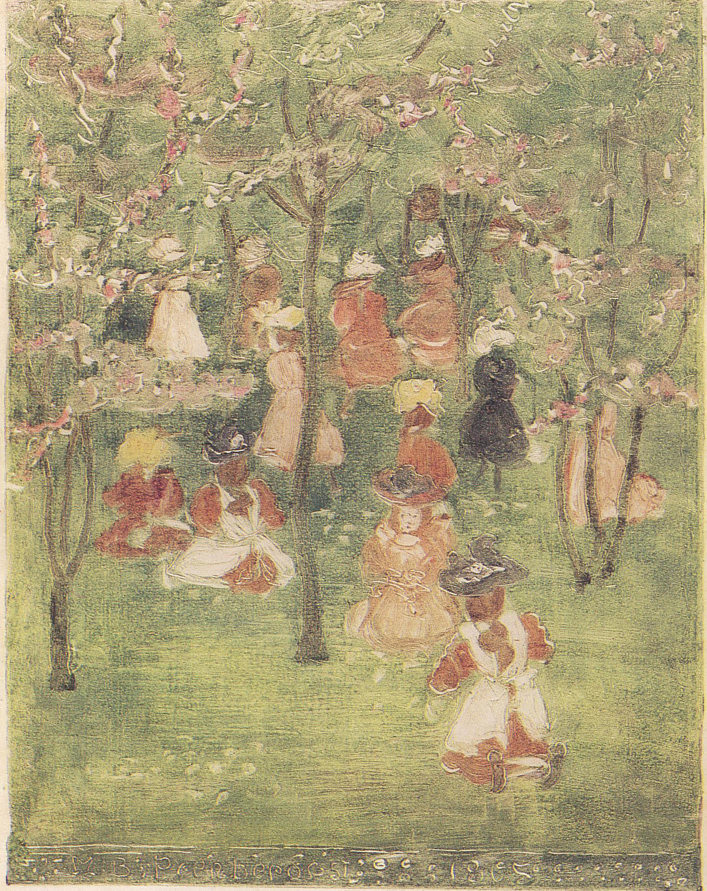
Spring in Franklin Park (1895)
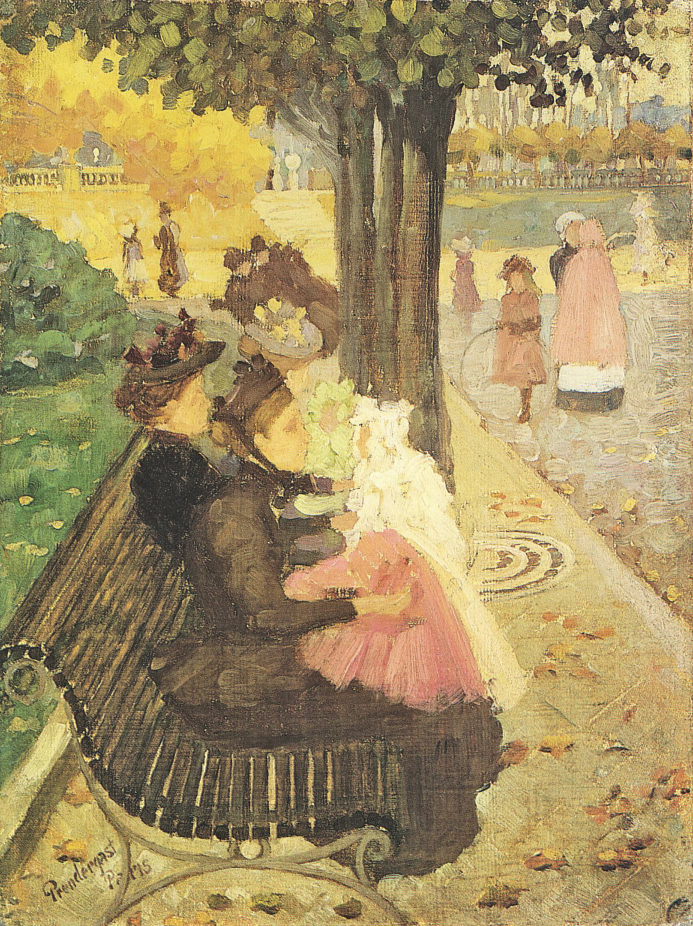
The Tuileries Gardens, Paris (1895)
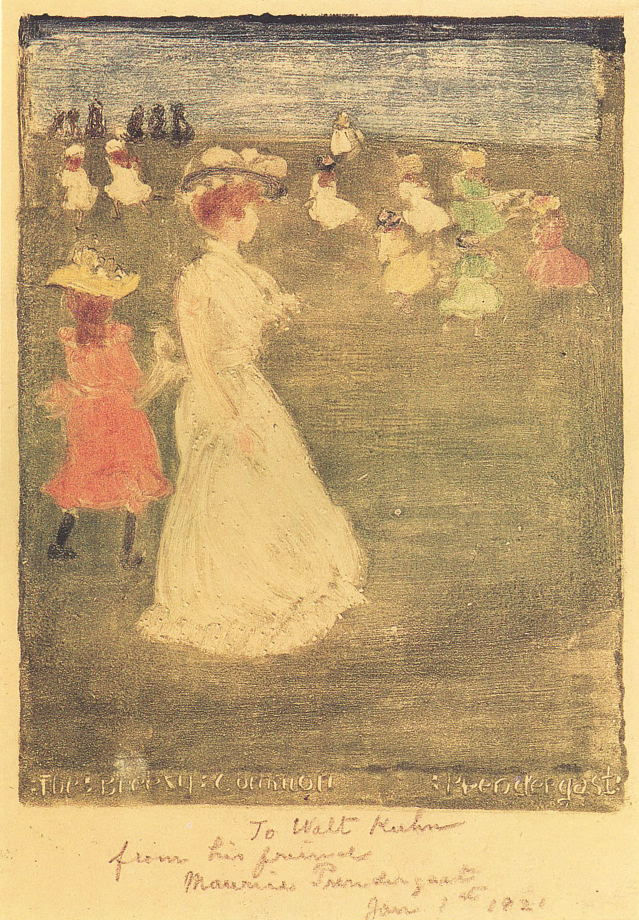
The Breezy Common (1895-1897)
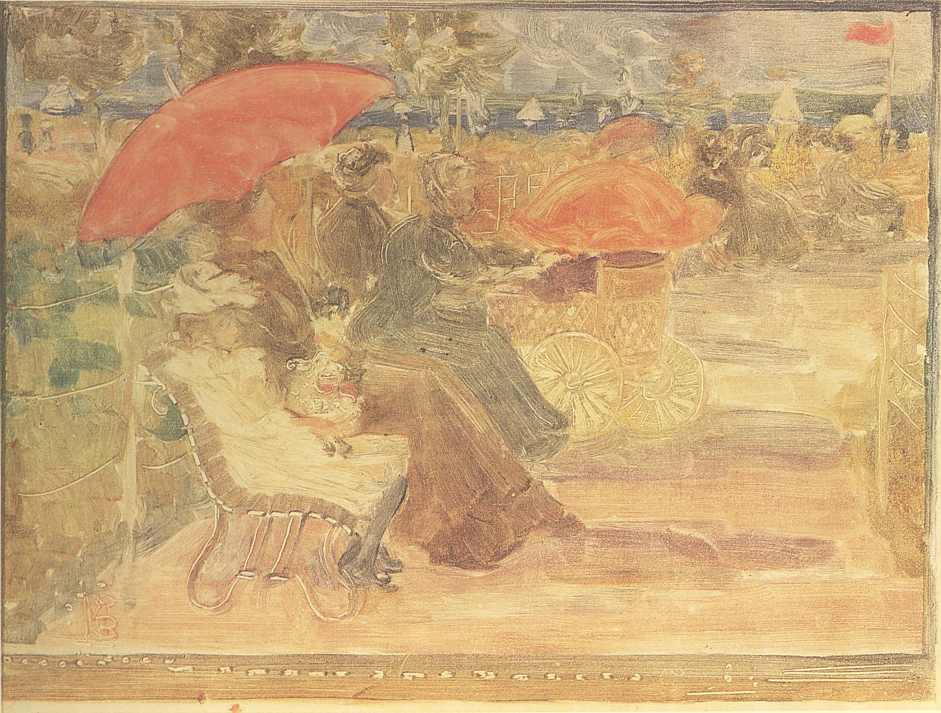
Marine Park (1895-1897)
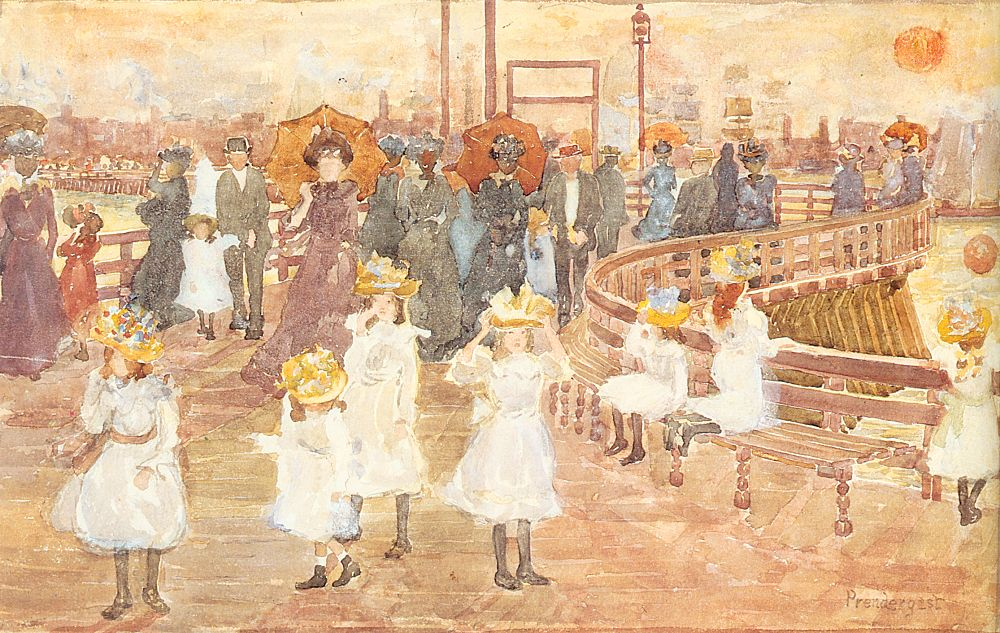
South Boston Pier (1895-97)
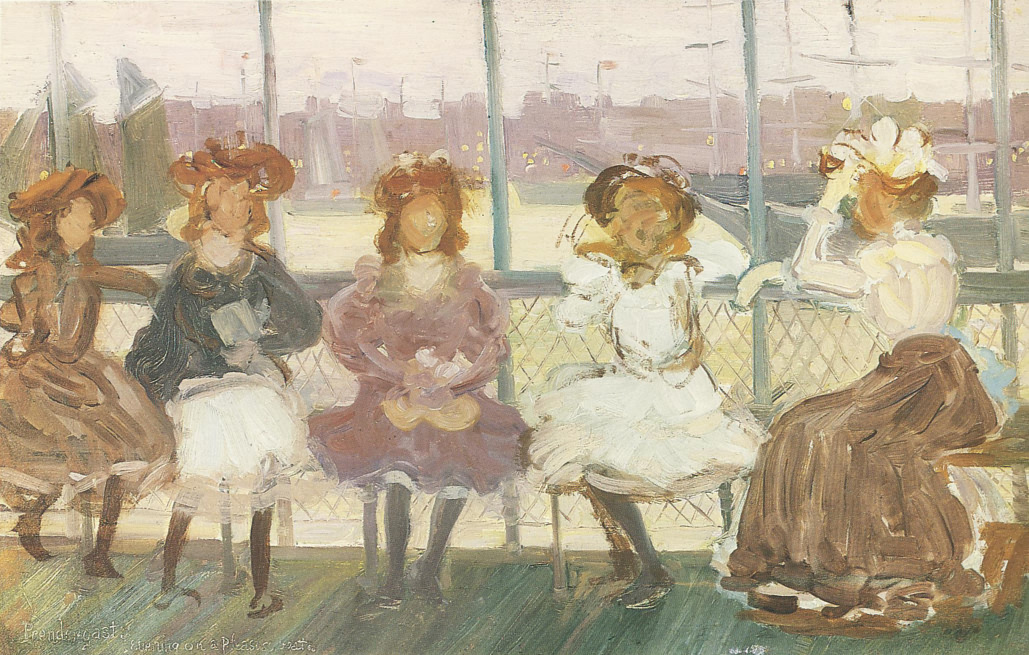
Evening on a Pleasure Boat (1895-1898)
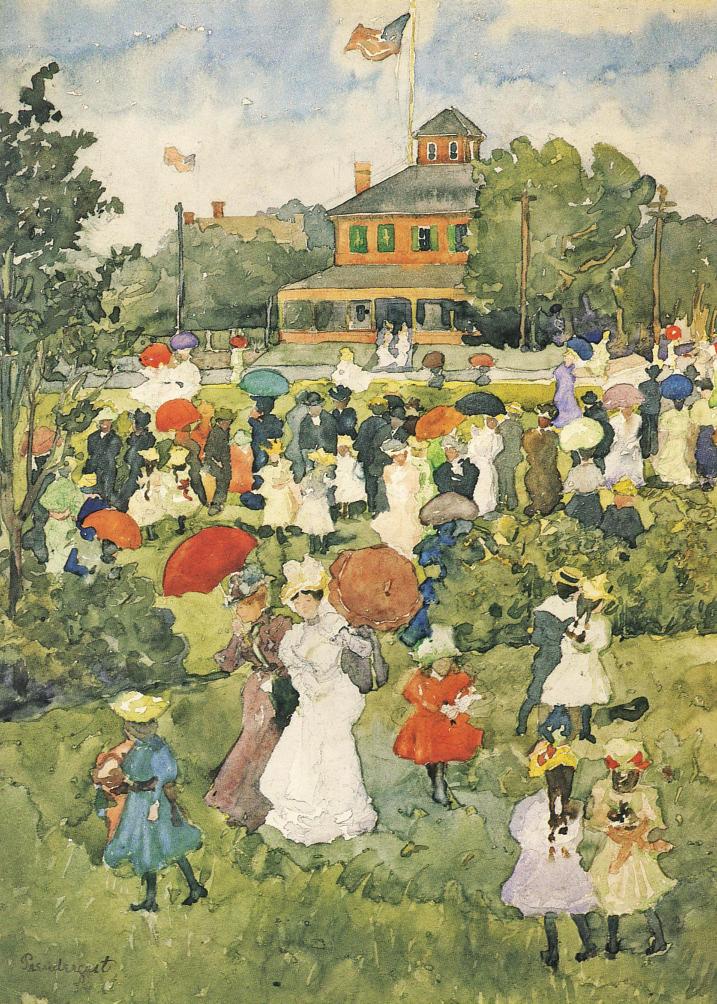
Franklin Park Boston (1895-1898)
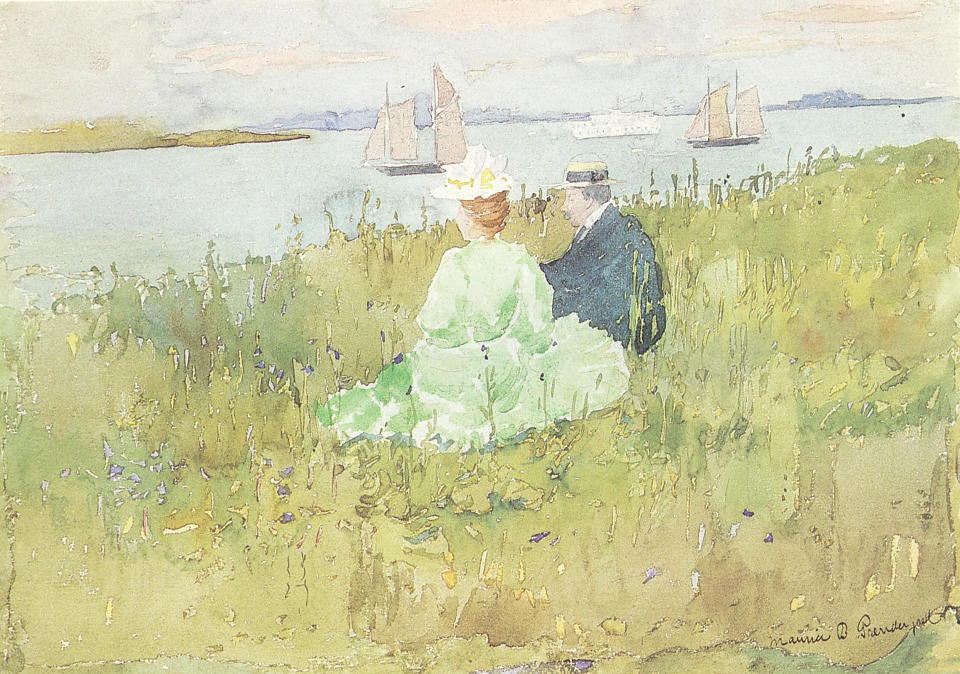
Viewing the Ships (1896)
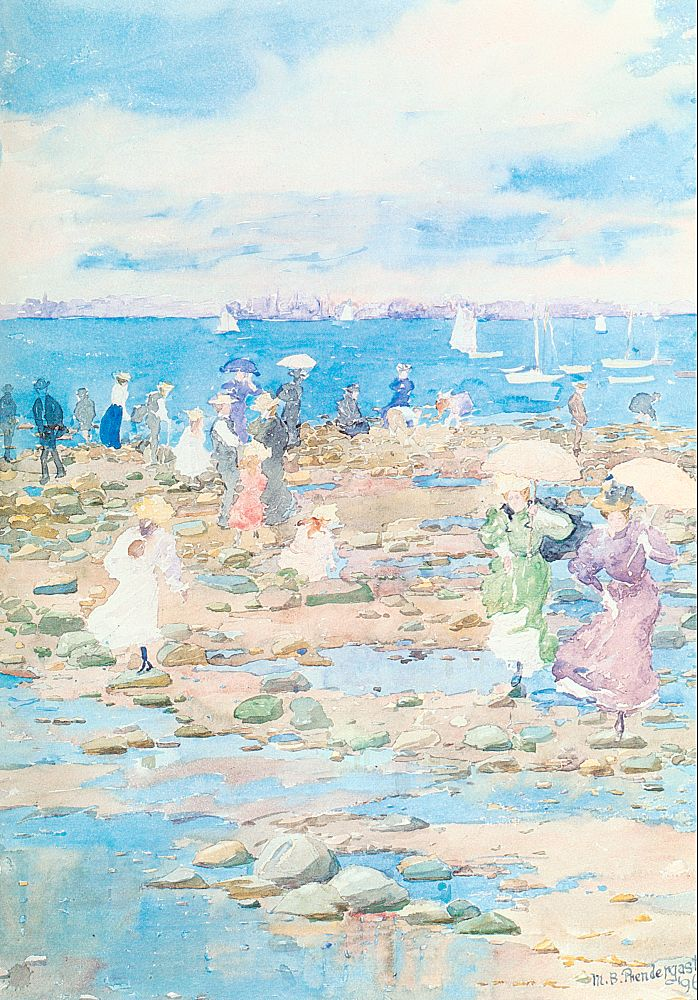
Summer Visitors (1897)
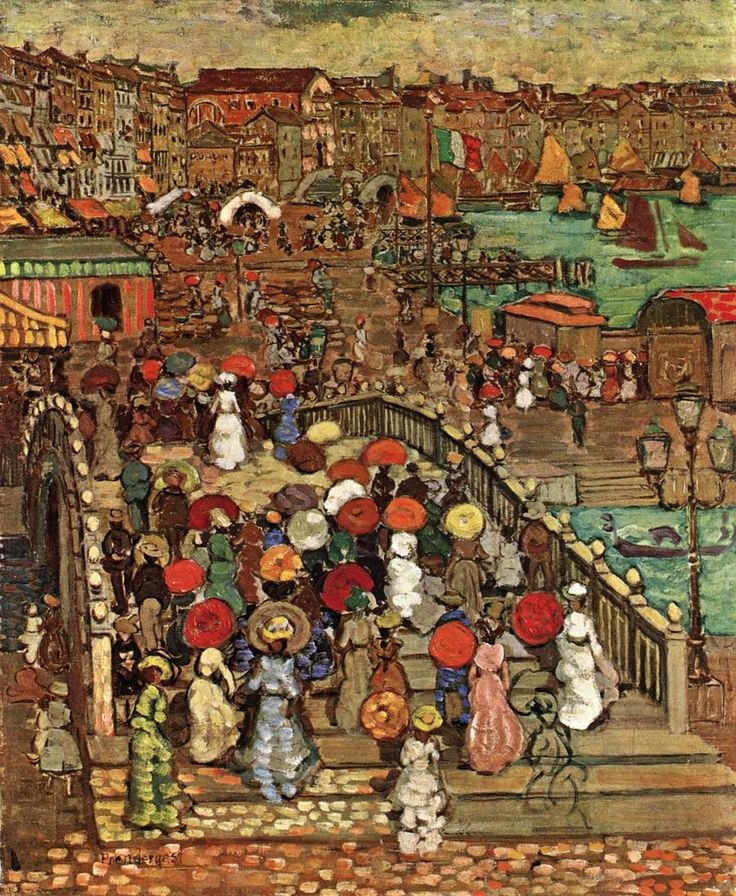
Ponte della Paglia (1898-99)
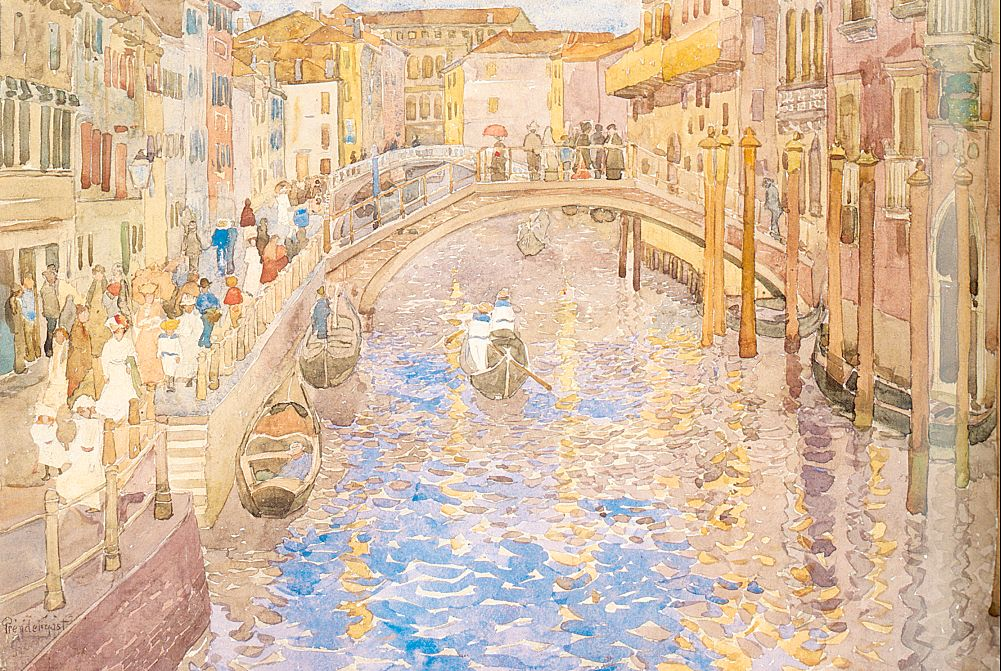
Venetian Canal Scene (1898-99)
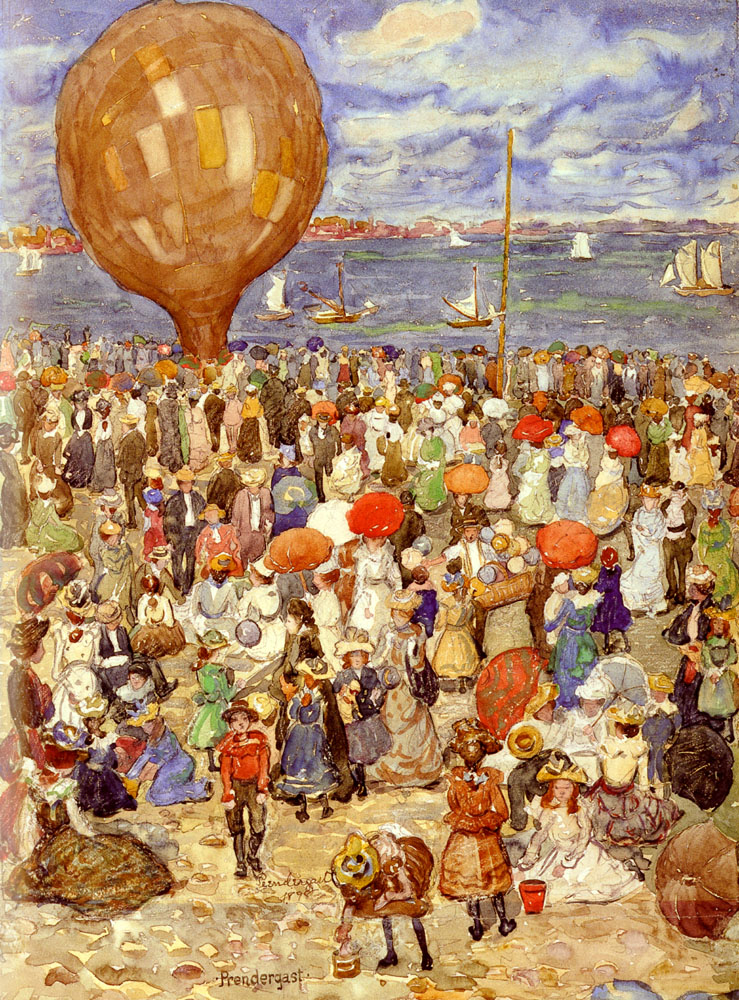
The Balloon (1898)
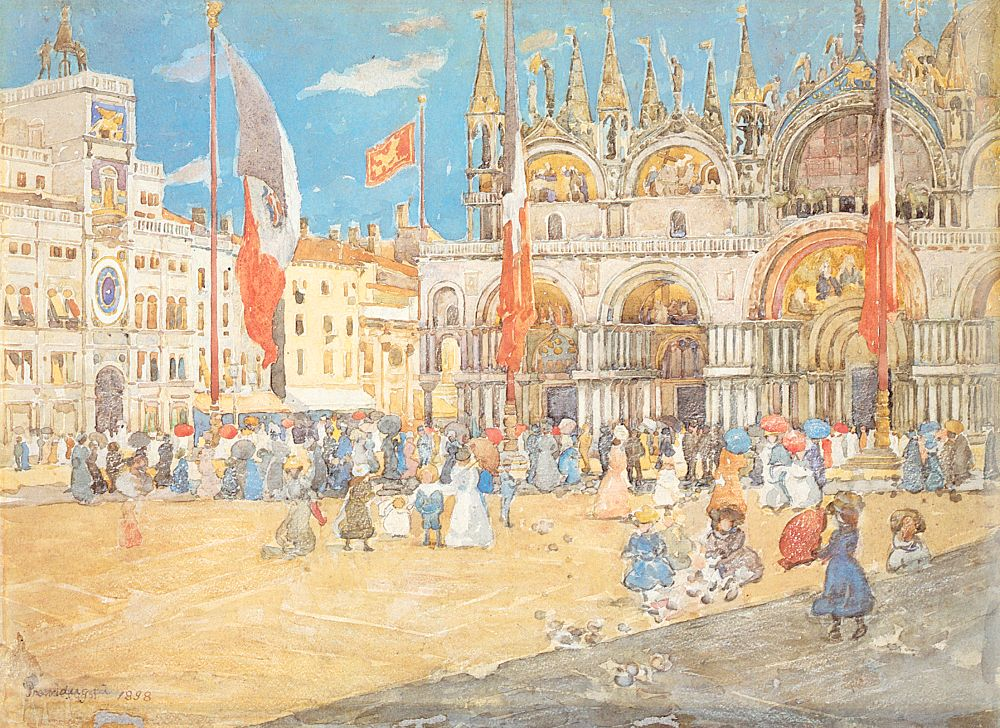
St. Mark's Venice (1898)
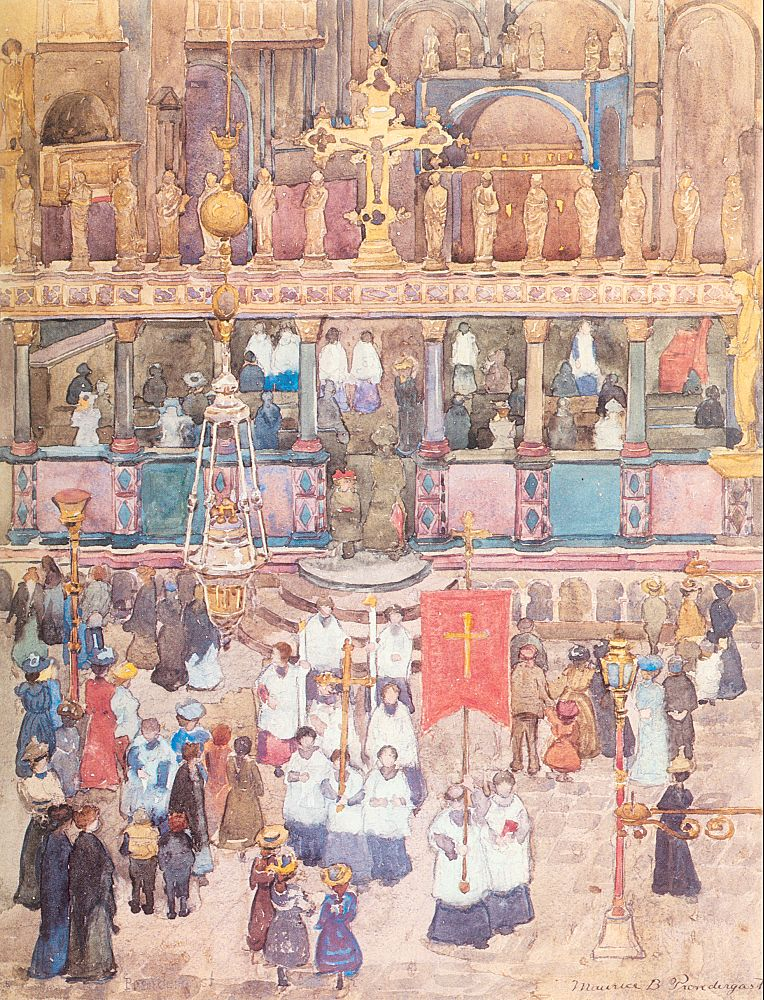
Easter Procession St. Mark's (1898)
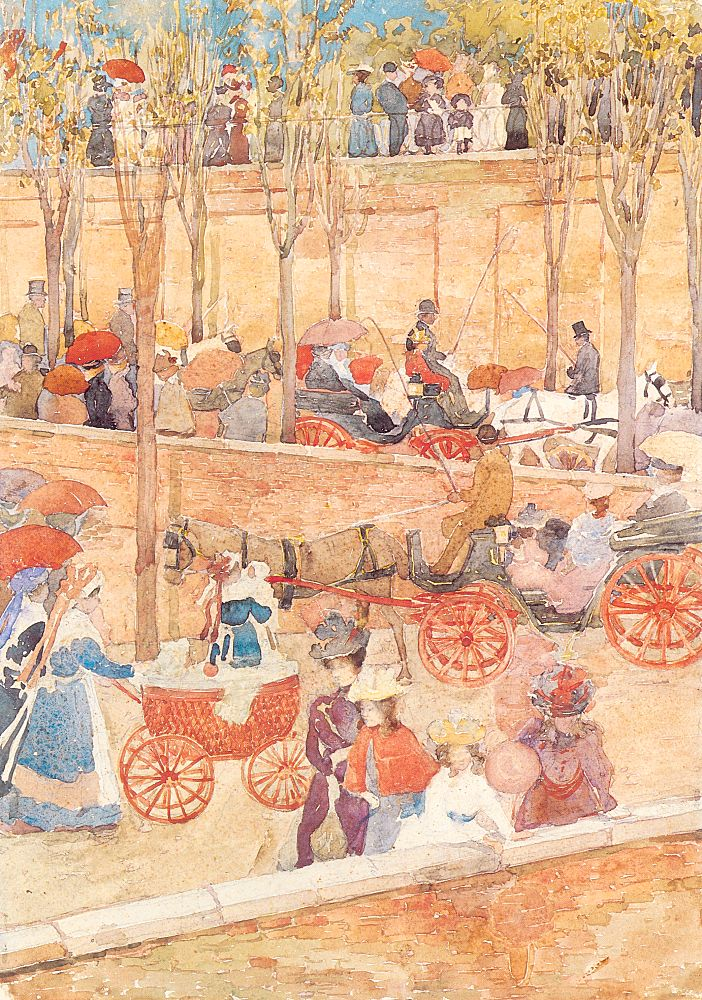
Afternoon Pincian Hill (1898-1899)
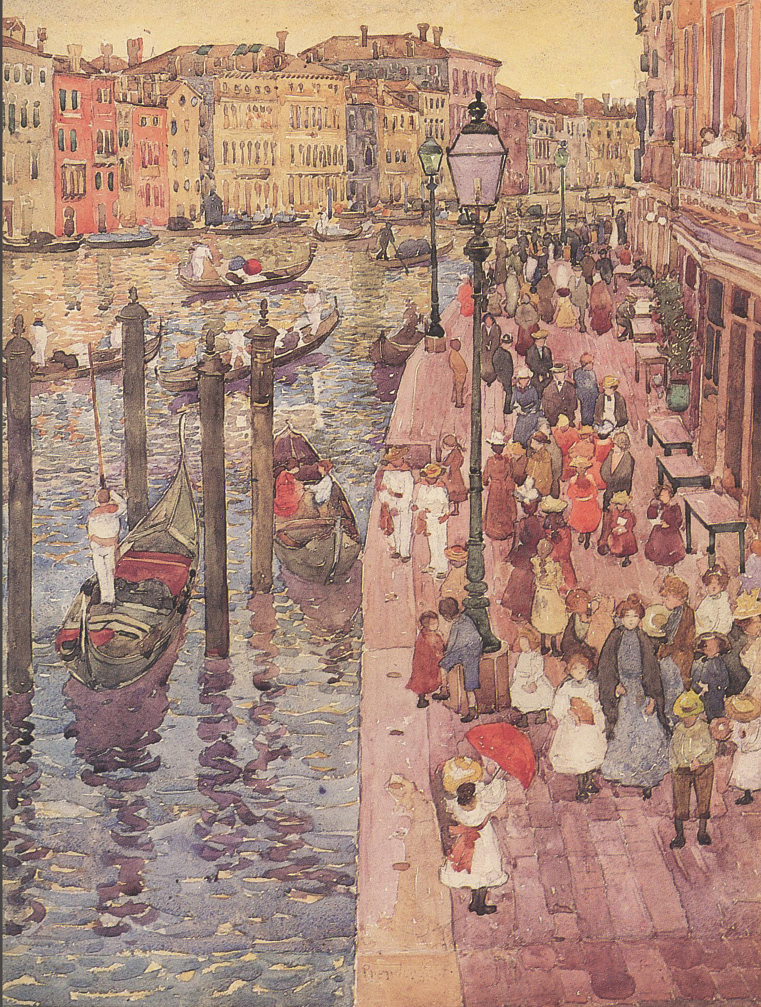
The Grand Canal, Venice (1898-1899)
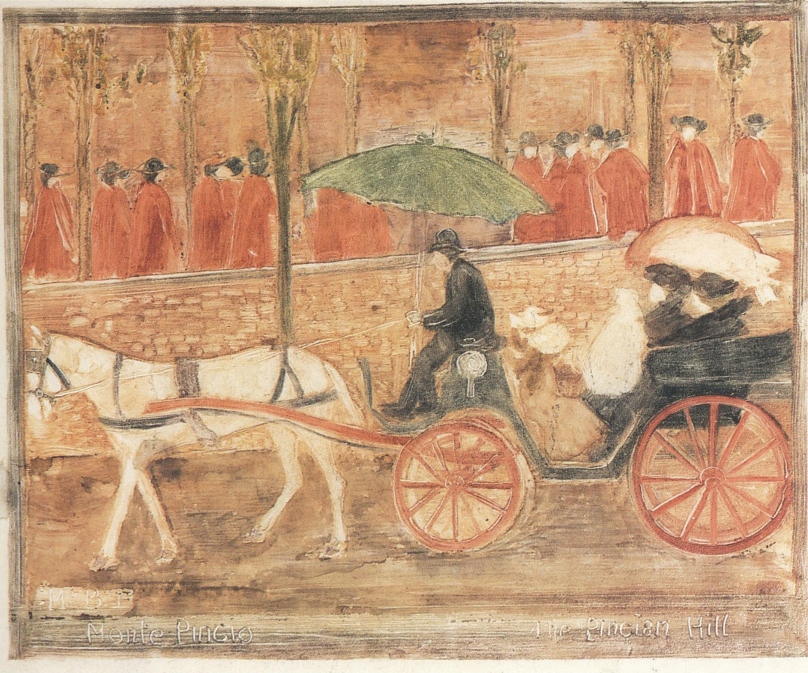
Monte Pincio (1898-1899)
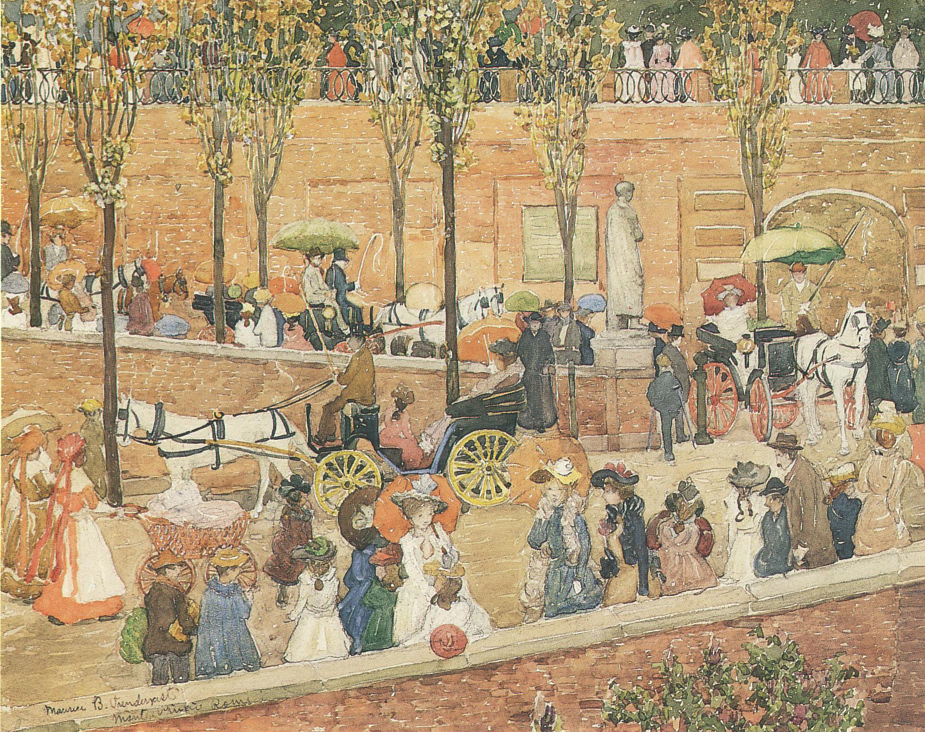
Monte Pincio Rome (1898-1899)
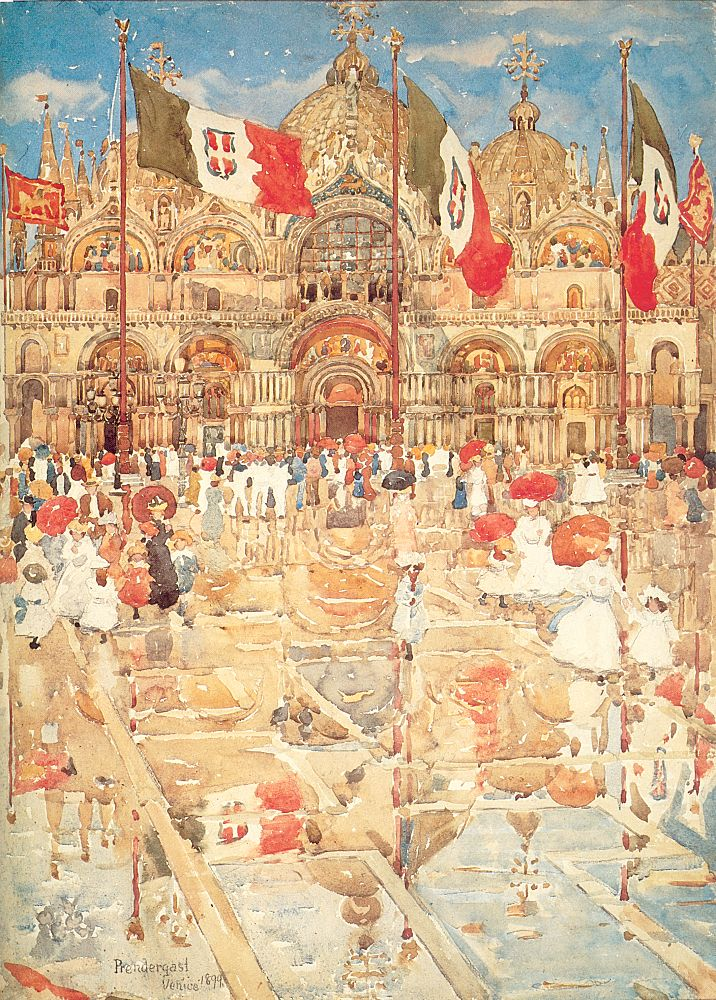
Splash of Sunshine and Rain (1899)
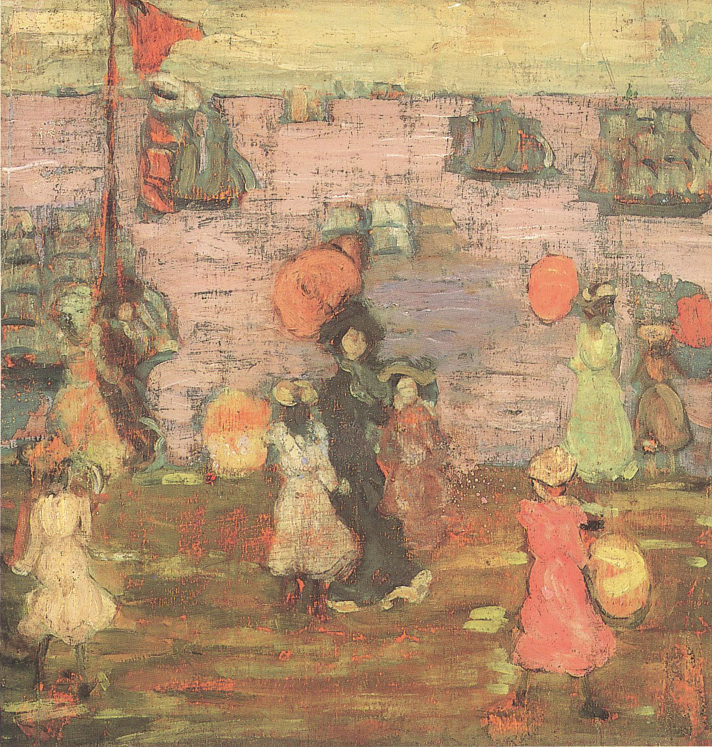
Telegraph Hill (1900)
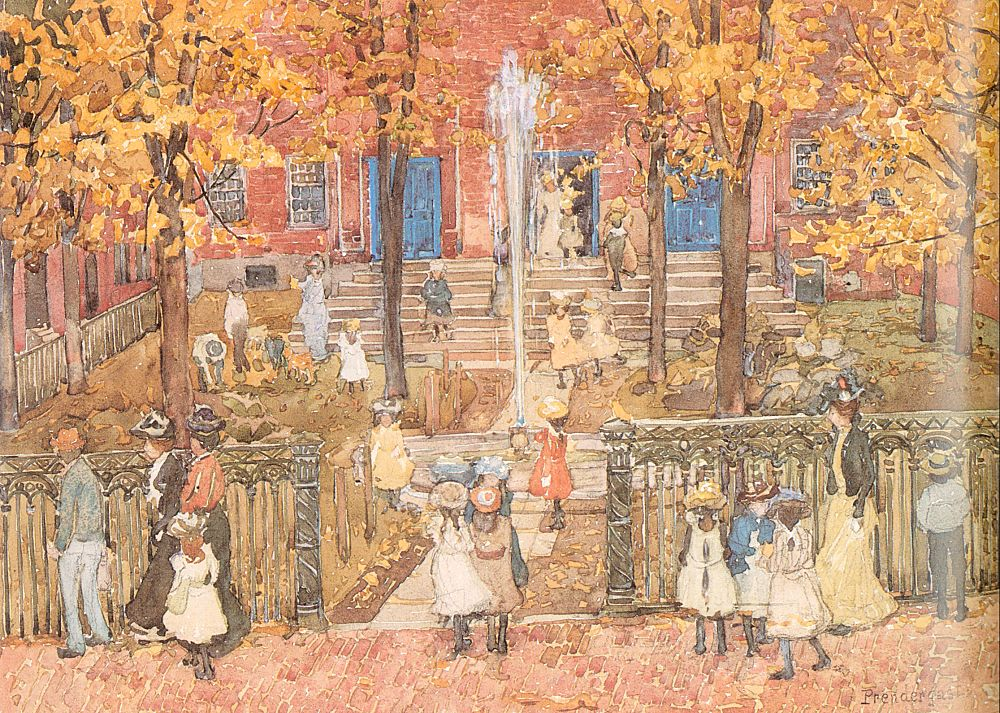
West Church Boston (1900-01)
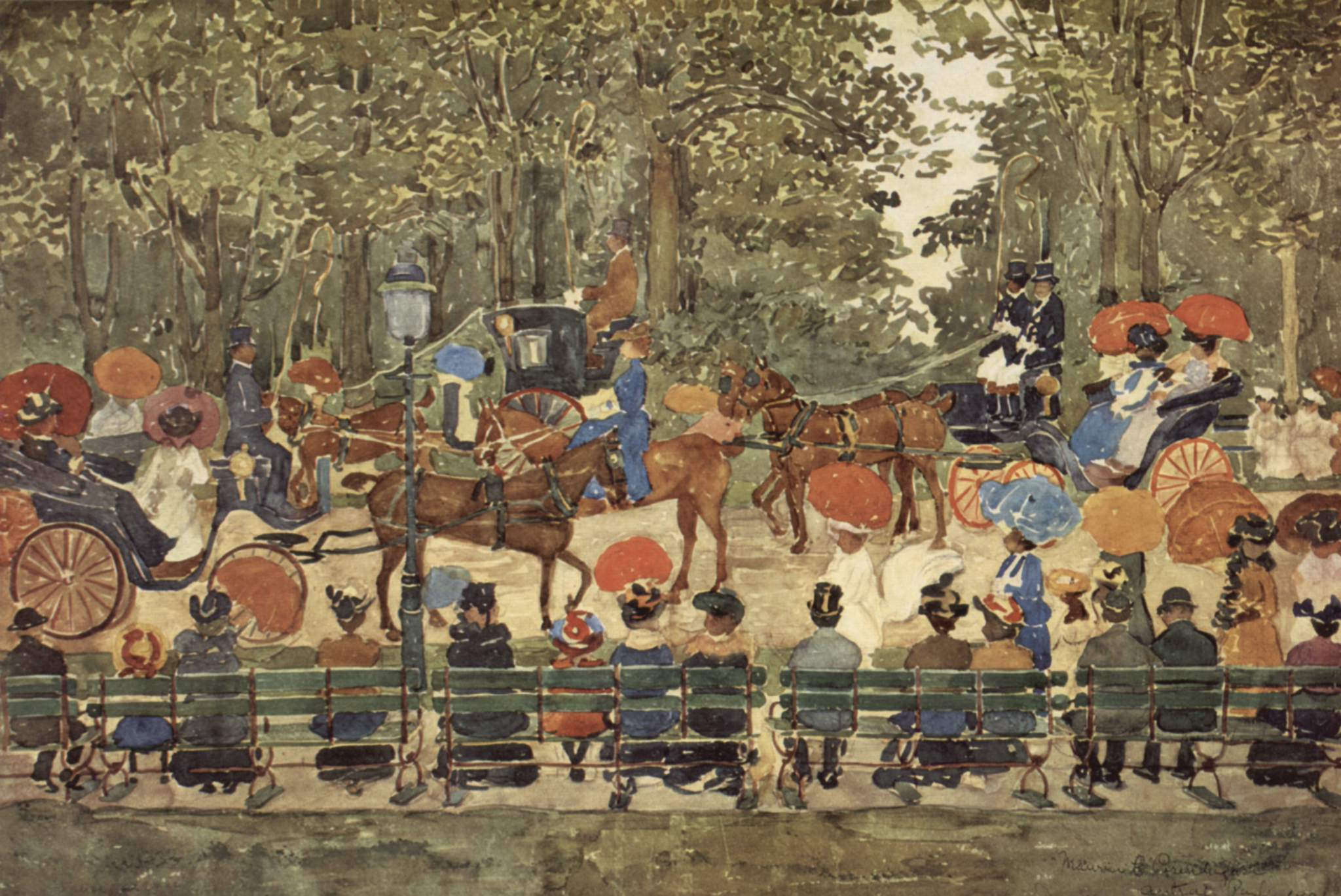
Central Park, New York (1901)
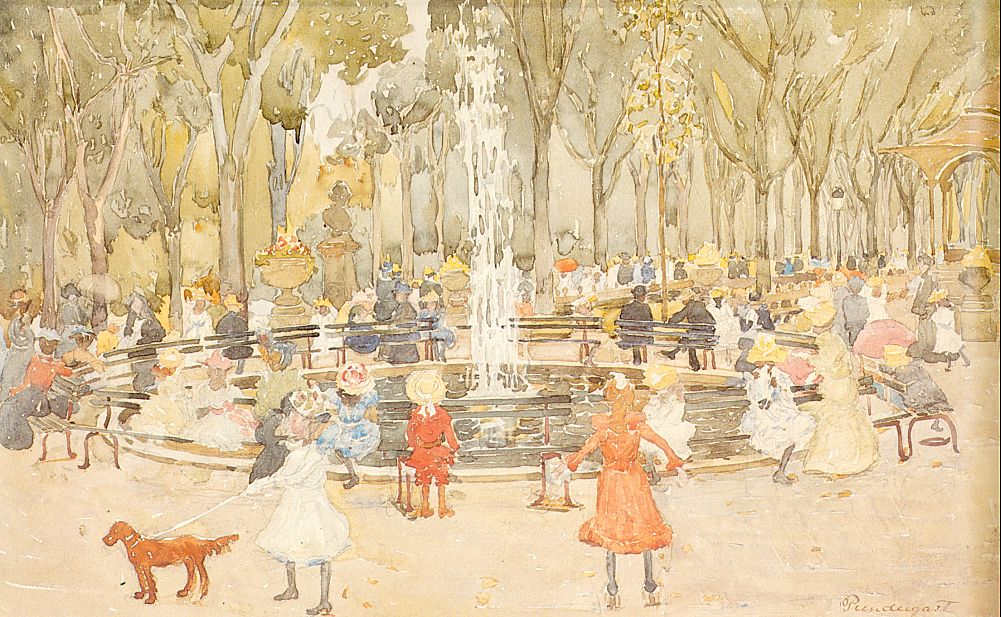
In Central Park New York (1900-03)
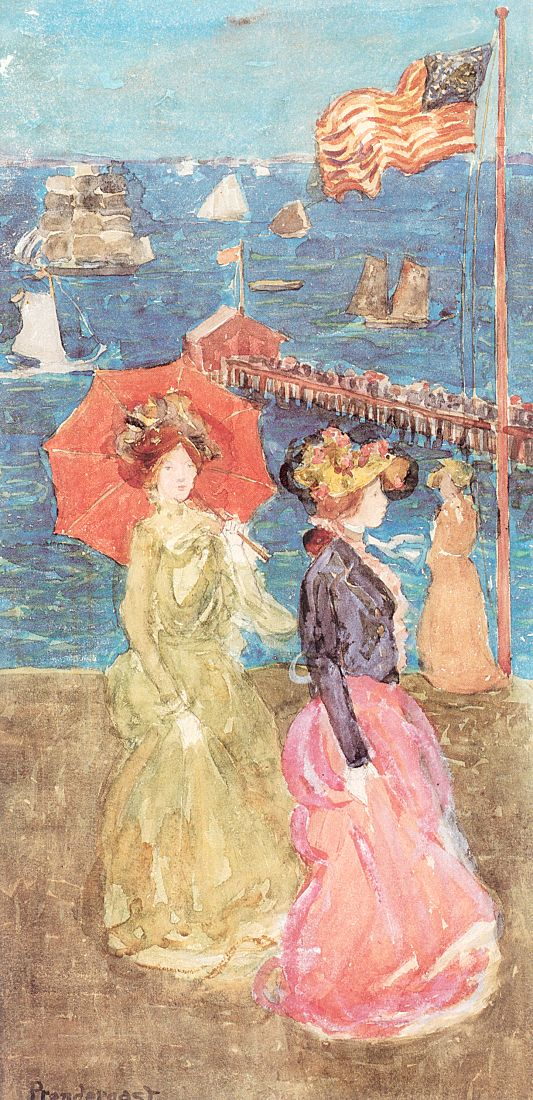
Figures Under the Flag (1900-05)
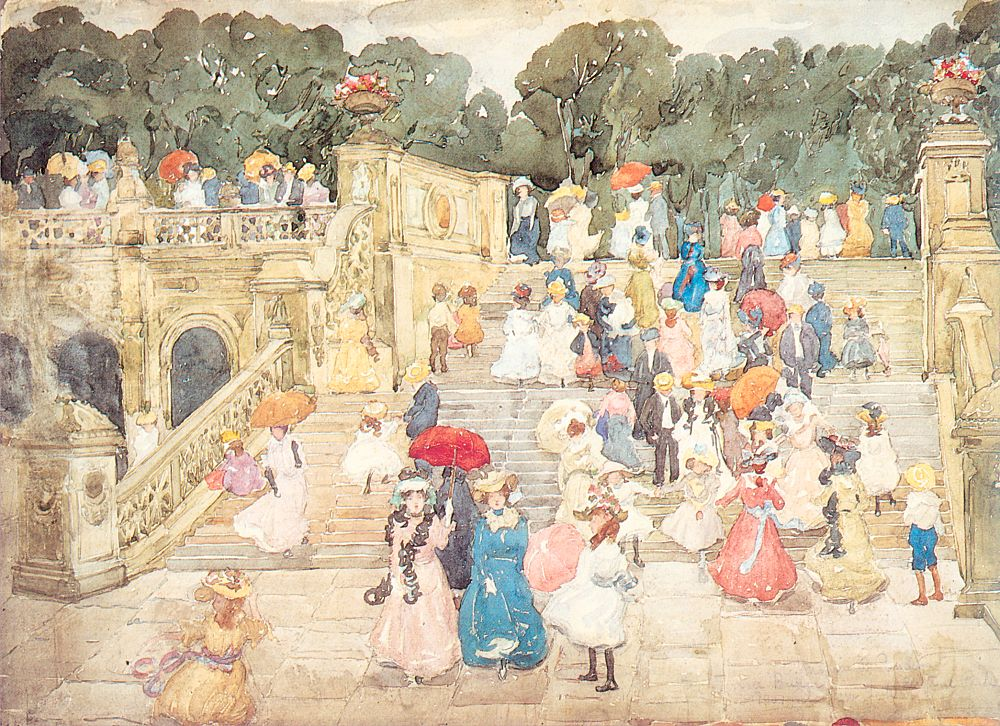
The Mall Central Park (1901)
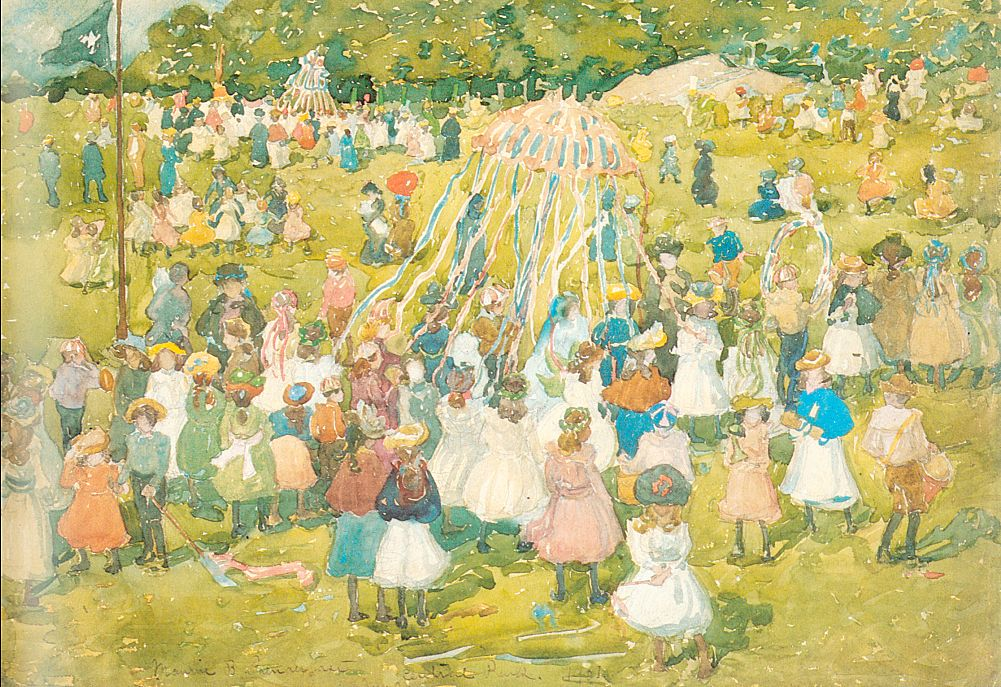
May Day Central Park (1901)
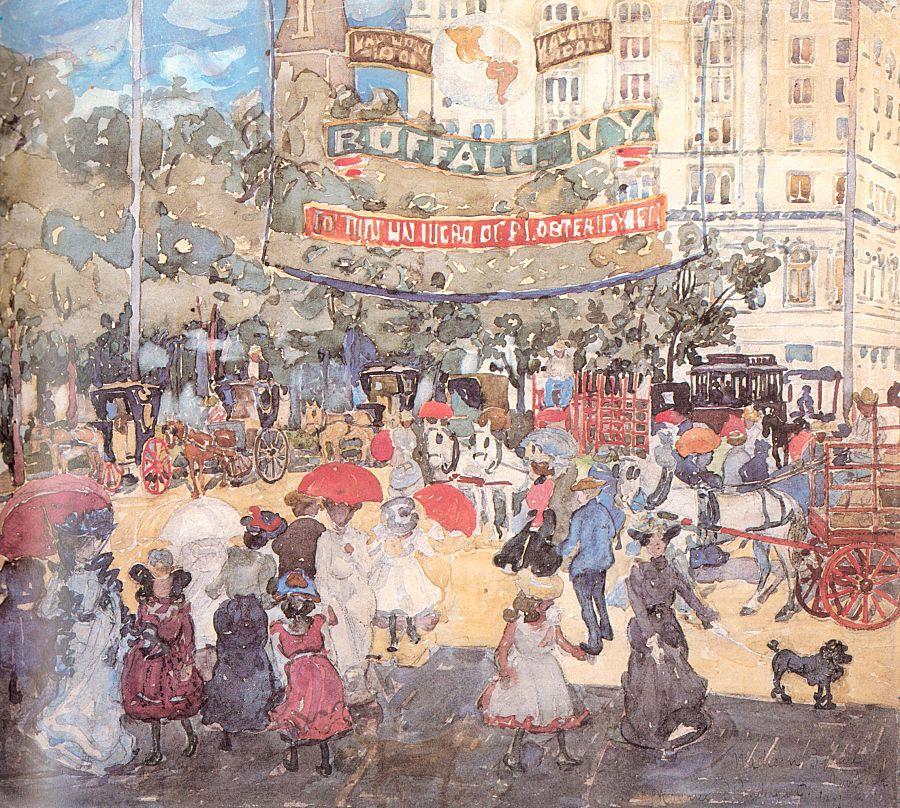
Madison Square (1901)
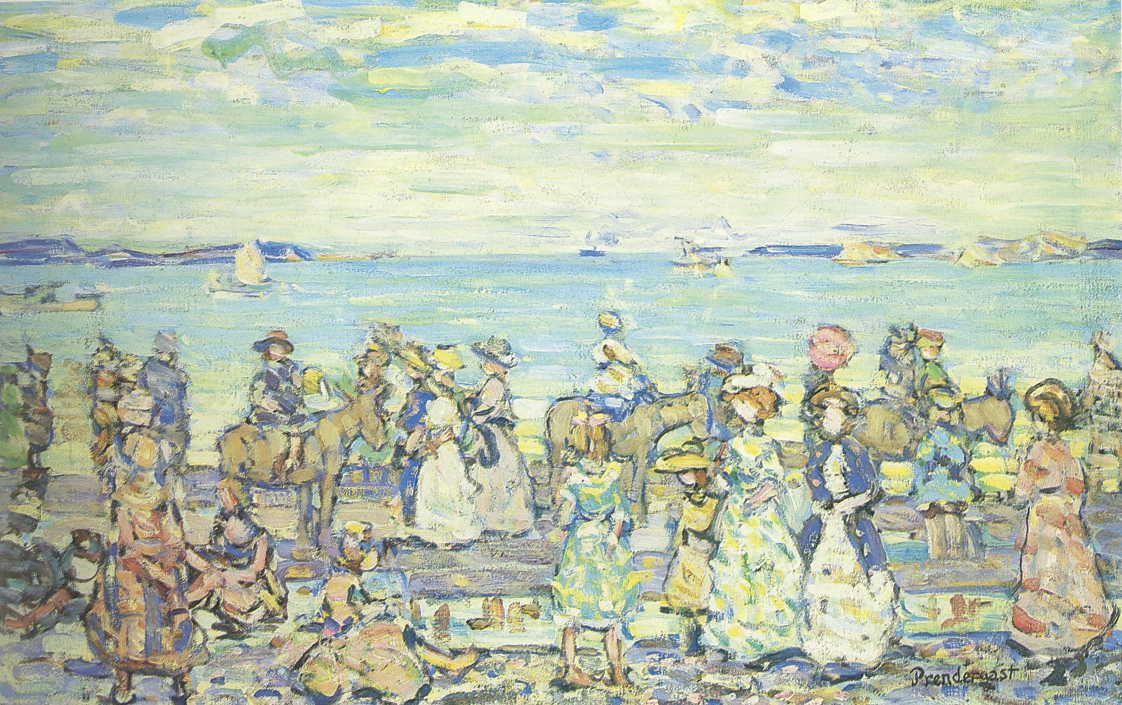
Opal Sea (1903-1910)
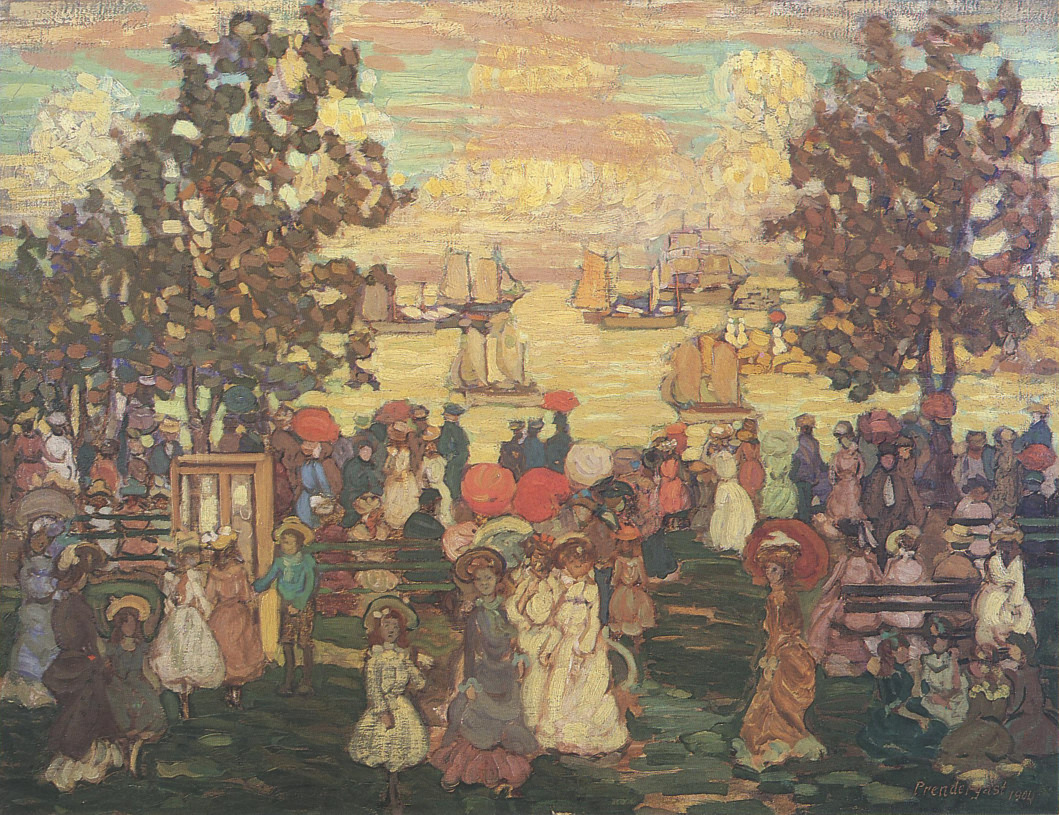
Salem Willows (1904)
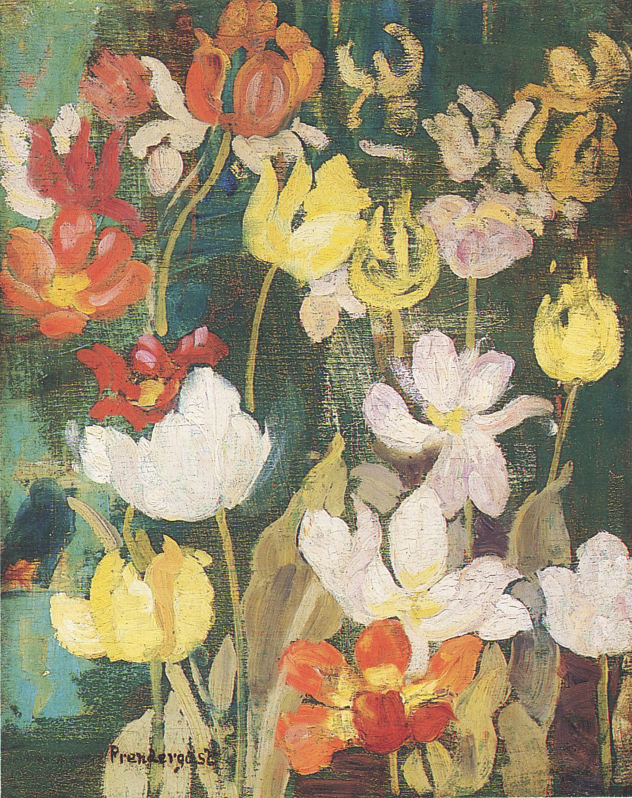
Spring Flowers (1904)
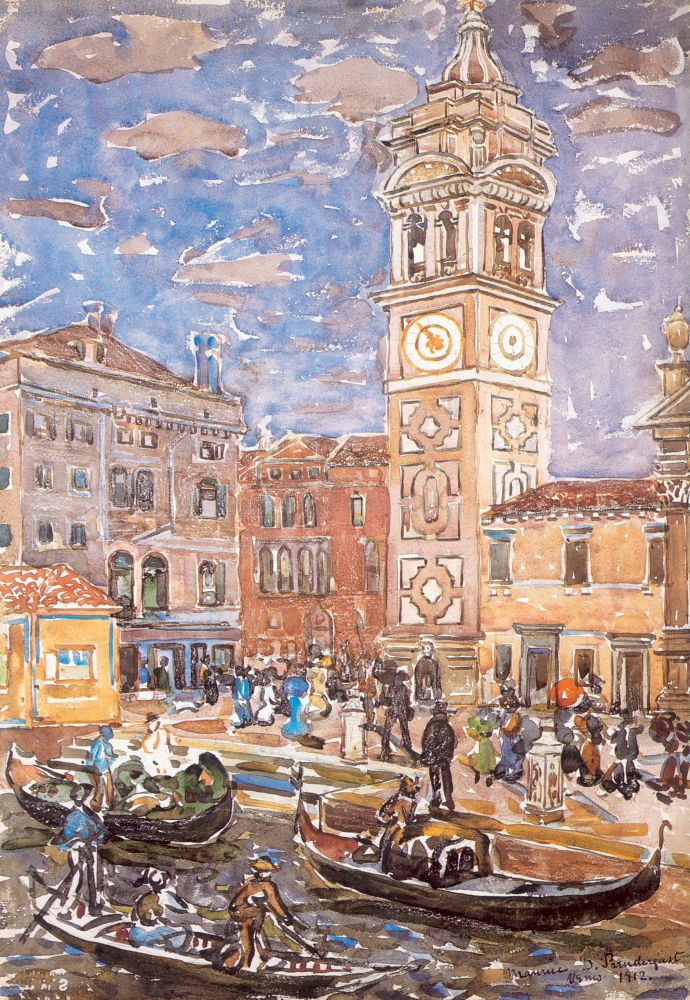
Santa Maria Formosa Venice (1911-12)
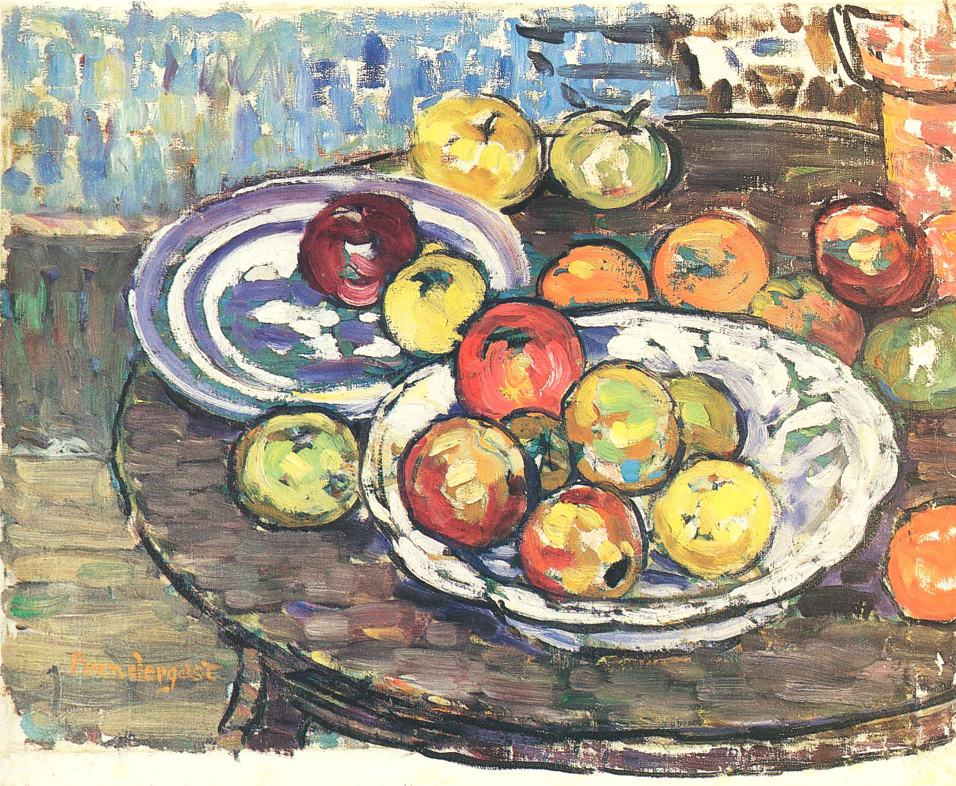
Still Life Apples Vase (1913-1915)
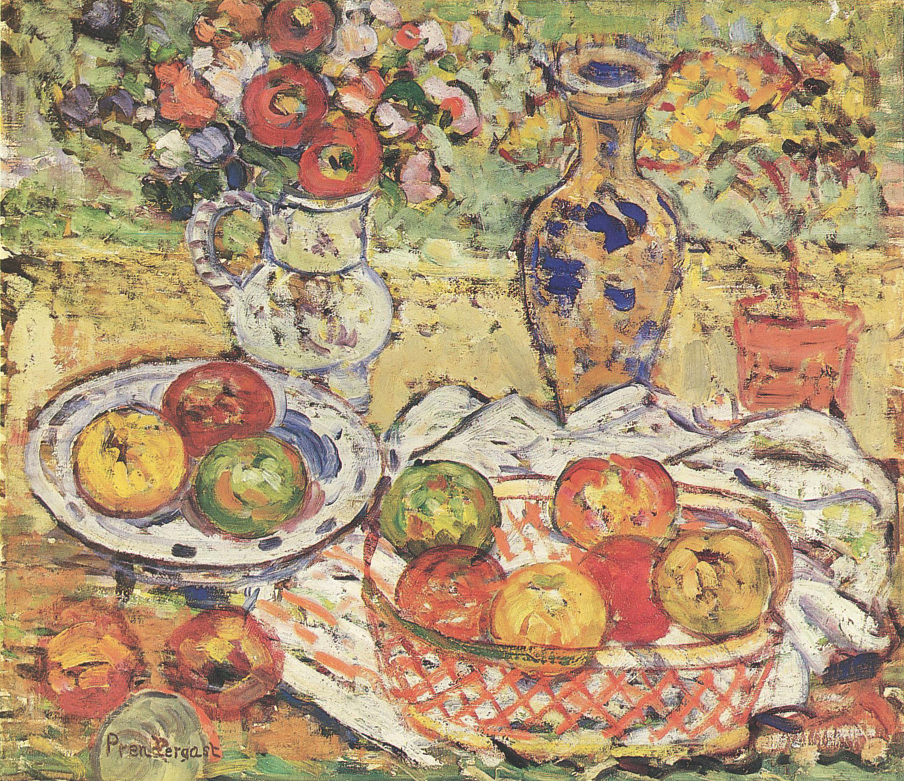
Still Life w Apples (1913-1915)
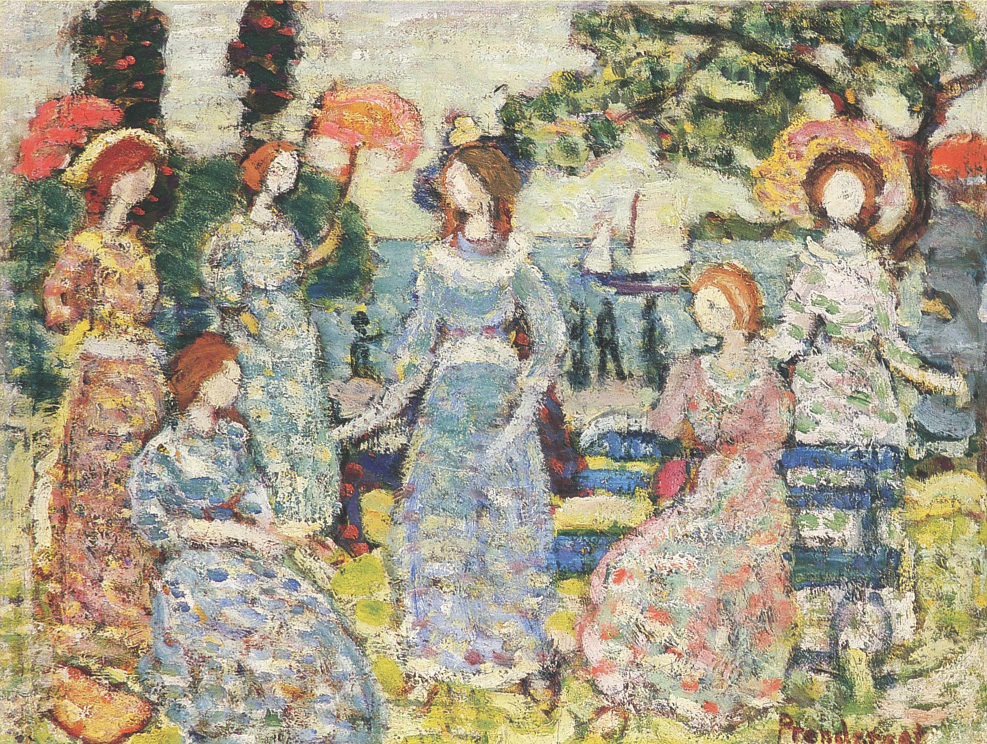
The Grove (1915)
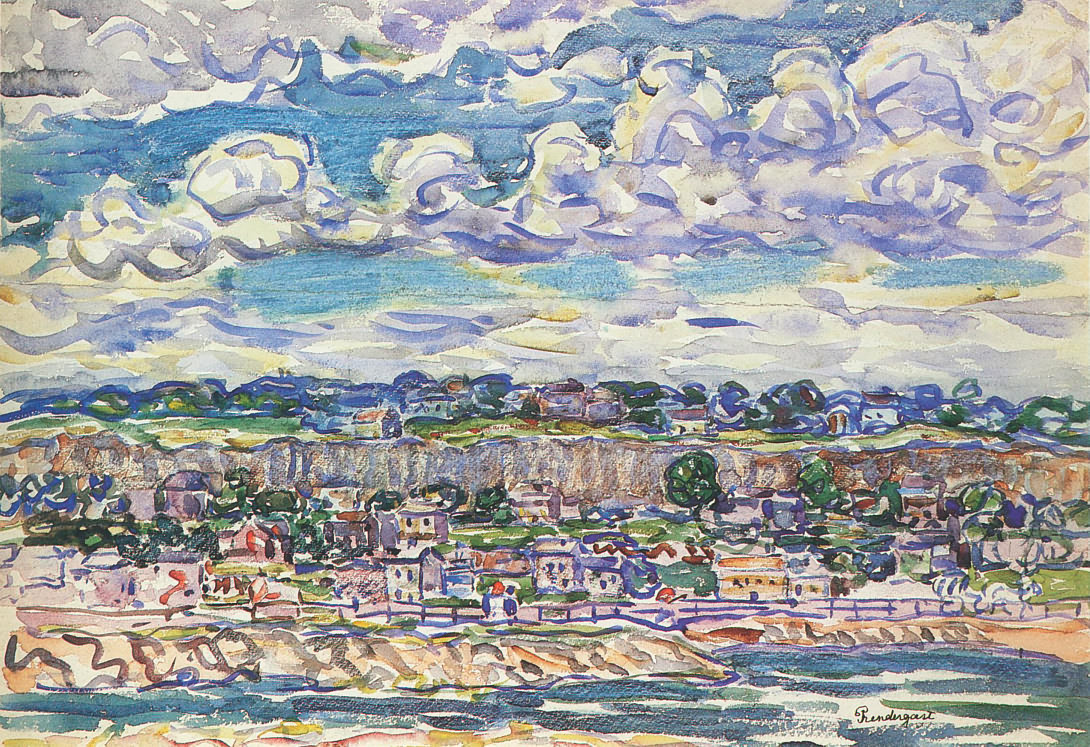
St. Malo (onbekend)
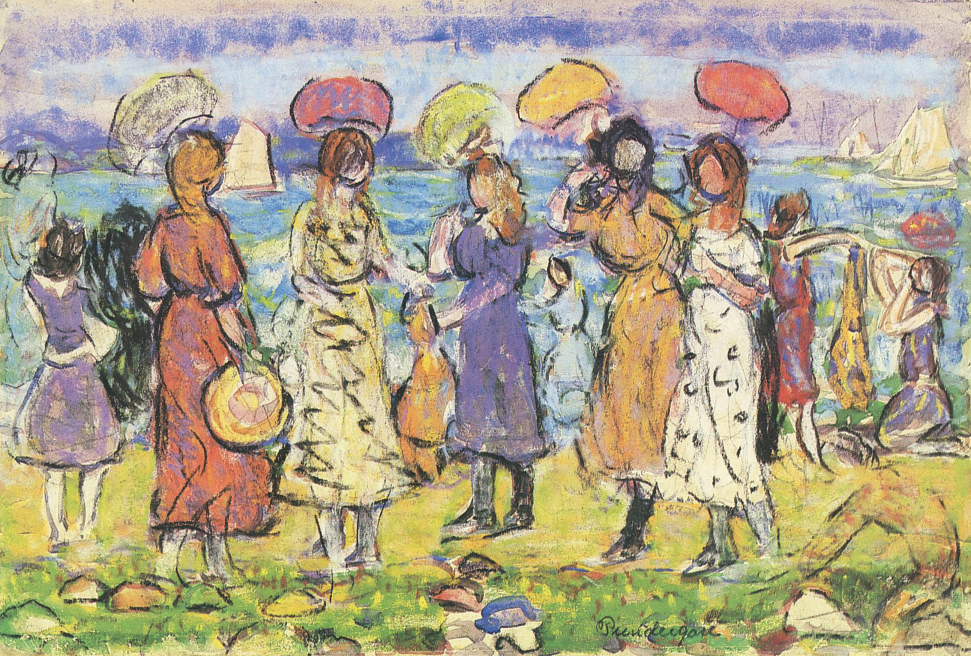
Sunny Day at the Beach (onbekend)